# اریک پکو
اریک پکو (فرانسوی: Éric Pécout‎؛ زادهٔ ۱۷ فوریهٔ ۱۹۵۶) بازیکن سابق فوتبال اهل فرانسه است.
از باشگاه‌هایی که در آن بازی کرده‌است می‌توان به باشگاه فوتبال متس، باشگاه فوتبال نانت، باشگاه فوتبال موناکو، باشگاه فوتبال استراسبورگ، باشگاه فوتبال کان، باشگاه فوتبال پاری سن ژرمن، و باشگاه فوتبال نانت اشاره کرد.
وی همچنین در تیم ملی فوتبال فرانسه بازی کرده‌است.